# Path (social network)
Path era un social network di immagini e messaggistica mobile pubblicato il 14 novembre 2010. il servizio permetteva di condividere a 50 (successivamente 150) "contatti" tra cui amici e familiari inclusi, il fondatore era Shawn fanning e l'ex dirigente di facebook dave morin
Nel 2011, dave Morin rifiutò un'offerta da 100 milioni di dollari per l'azienda da parte di Google. Il 28 maggio 2015, Path annunciò di essere stata acquisita per una cifra non rivelata da Kakao.
il 17 settembre 2018, la piattaforma annuncia la chiusura della piattaforma, poi avvenuta poi il 18 ottobre 2018